# 魯季卡河
魯德卡河（烏克蘭語：Рудька），是烏克蘭中部的河流，屬於普肖爾河的右支流，流經波爾塔瓦州的克雷門丘克區，河道全長34公里。